# Pu (taoizm)
Pu czyli nieociosany kloc, w języku chińskim oznacza uczciwy, prosty, naturalny. Pu składa się z połączenia dwóch znaków: pierwszy przedstawia drzewo, drugi oznacza zagajnik. Pierwotnym znaczeniem jest: drzewo w zagajniku bądź drzewo jeszcze nie ścięte. Z takiego znaczenia wywodzi się pojęcie rzeczy w swym pierwotnym stanie, co wyrażone jest w świecie Zachodu jako nieociosany kloc. Istotą zasady jest fakt, że wszelkie rzeczy w swym pierwotnym stanie zawierają w sobie moc, ta naturalna moc może zostać zniszczona, kiedy zmienimy pierwotny stan. Nie odnosi się to wyłącznie do przedmiotów, ale także do ludzi. Tę moc można by porównać do nowo narodzonego dziecka. Żyje ono instynktownie, nie podejmuje jakichkolwiek działań przeciw światu, choć jest pełne potencjału. Zawsze osiąga to, co chce, bo jego umysł jest prosty i dziewiczy. Plastyczny umysł, który odrzuca komplikację, arogancję, etc. Dzięki czemu wie, że życie jest radosne.